# Heartattack and Vine
Heartattack and Vine — седьмой студийный альбом автора-исполнителя Тома Уэйтса, изданный 9 сентября 1980 года. Последний альбом на Asylum Records, после его выхода Том переходит на Island Records и сам продюсирует свои альбомы.

## Об альбоме
Heartattack and Vine, альбом и заглавная песня, получили своё название от улицы Hollywood and Vine в Голливуде. С альбомом связан известный судебный процесс: песня «Heartattack and Vine» в исполнении Скримин Джей Хокинса была использована в коммерческой рекламе Levi Strauss & Co. без разрешения Уэйтса, который подал в суд на компанию и победил. Другие известные песни с альбома: «Jersey Girl» и «Ruby’s Arms». Первая — самая романтическая песня Тома, её он написал вместе со своей будущей женой Кэтлин Бреннан, которая родом из Нью-Джерси. На «Jersey Girl» записал кавер Брюс Спрингстин и однажды спел её на сцене вместе с самим Уэйтсом. Вторая была использована знаменитым режиссёром Жан-Люком Годаром в фильме «Имя: Кармен». Альбом был чрезвычайно успешен в Billboard Top LPs & Tape, пока в 1999 году не вышел Mule Variations, ещё более удачный.

## Список композиций
Первая сторона:
| №  | Название                     | Длительность |
| -- | ---------------------------- | ------------ |
| 1. | «Heartattack and Vine»       | 4:50         |
| 2. | «In Shades»                  | 4:25         |
| 3. | «Saving all My Love for You» | 3:41         |
| 4. | «Downtown»                   | 4:45         |
| 5. | «Jersey Girl»                | 5:11         |

Вторая сторона:
| №  | Название                 | Длительность |
| -- | ------------------------ | ------------ |
| 1. | «Til the Money Runs Out» | 4:25         |
| 2. | «On the Nickel»          | 6:19         |
| 3. | «Mr. Siegal»             | 5:14         |
| 4. | «Ruby's Arms»            | 5:34         |

## Участники записи
- Том Уэйтс — вокал, фортепиано, электрогитара
- Ронни Баррон — орган Хаммонда, пианино
- Роланд Ботиста — электрогитара, двенадцатиструнная гитара
- Грег Коэн — бас-гитара
- Виктор Фелдман — перкуссия, колокола, колокольчики
- Джим Хьюхарт — бас-гитара
- Плас Джонсон — тенор-саксофон, баритон-саксофон
- Майкл Ланг — пианино
- Ларри Тэйлор — бас-гитара
- «Большой Джон» Томасси — барабаны
- Боб Алкивар — аранжировщик, дирижёр
- Джерри Йестер — аранжировщик, дирижёр